# Micropygus inornatus
Micropygus inornatus är en tvåvingeart som beskrevs av Octave Parent 1933. Micropygus inornatus ingår i släktet Micropygus och familjen styltflugor. Inga underarter finns listade i Catalogue of Life.